# Bahram IV.

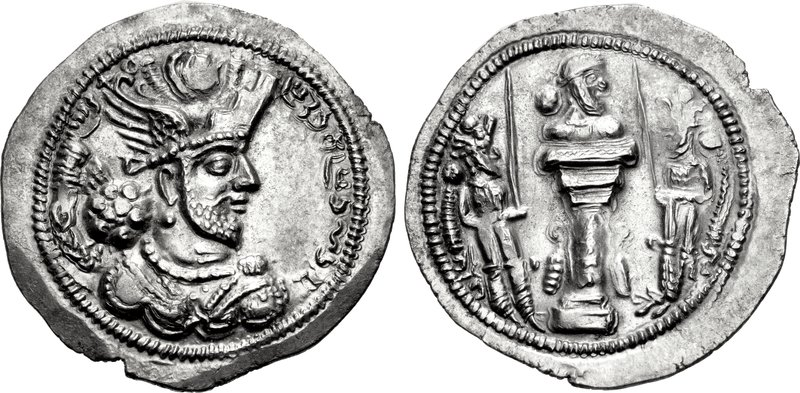
Münze mit dem Bildnis Bahrams IV.

Bahram IV. (auch Vahram, Varahran; † 399) war von 388 bis 399 persischer Großkönig aus dem Hause der Sassaniden.
Die Quellen zum Leben Bahrams IV. (im Schahname auch Bahrām-i Šāpūr genannt) fließen spärlich und sind zudem teils widersprüchlich: Sein Vater soll Schapur III. gewesen sein (vgl. auch Agathias, 4,26), es wäre aber auch möglich, dass er sein Bruder war. Ob erst in seiner Regierungszeit ein Vertrag mit dem römischen Kaiser Theodosius I. über die Teilung Armeniens abgeschlossen wurde (siehe Persarmenien), oder ob dieser Vertrag – was die moderne Forschung für wahrscheinlicher hält – bereits unter Schapur III. abgeschlossen wurde, ist nicht ganz klar.
In seiner Regierungszeit kam es 395 zu einem Hunneneinbruch; sie passierten die Kaukasuspässe und wurden erst in Mesopotamien gestoppt. Abgesehen davon scheint es jedoch zu keinen größeren militärischen Konflikten gekommen zu sein. Allerdings ist es möglich, dass die erzählenden Quellen (die ohnehin kaum etwas über seine Regierungszeit berichten) nur nichts schildern; eventuell kam es (wie zuvor und danach) an der Nordostgrenze zu Konflikten mit den sogenannten iranischen Hunnen. Bahram, der als schwacher Herrscher beschrieben wird, fiel 399 einer Adelsverschwörung zum Opfer und wurde ermordet. Seine Nachfolge trat Yazdegerd I. an.